# Бардил
Бардил, также Бардилей, Бардилис (др.-греч. Βάρδυλις; примерно 448—358 годы до н. э.) — царь иллирийцев IV века до н. э., объединивший под своей властью значительную часть Южной Иллирии.
Один из первых, зафиксированных в источниках.
Бардил смог создать сильное войско, с которым несколько раз вторгался в Македонию и Эпир. В 360/359 году до н. э. во время сражения с иллирийцами погиб македонский царь Пердикка III. Однако Бардил не развил успех и, заключив выгодный для себя мирный договор с преемником Пердикки III Филиппом II, вернулся домой. Вскоре Филипп II собрал войско и разбил иллирийцев в битве у Лихнидского озера. 90-летний Бардил, предположительно, погиб во время сражения.
Современные историки характеризуют Бардила крупным государственным деятелем, который допустил серьёзный просчёт, не довершив уничтожение Македонии, что, в конечном итоге, стоило ему жизни. В Албании и Косово Бардил является национальным античным героем.

## Биография

### Происхождение
Бардил, чьё имя на местном иллирийском языке обозначало «Белая звезда», родился около 448 года до н. э. Такая датировка основана на фрагменте Лукиана, согласно которому Бардил в 358 году до н. э. в возрасте 90 лет лично сражался на коне во время битвы у Лихнидского озера с Филиппом II.
Бардил стал одним из первых упомянутых в источниках историческим царём иллирийцев, который пришёл к власти около 400 года до н. э. В первой половине IV века до н. э. иллирийцы ещё не имели государства в современном понимании этого слова, а представляли собой племенной союз. Бардил, по одной из версий, был царём племени дарданов, которое проживало на территории современного Косова; по другой — племени дассаретов в районе Лихнидского и Преспанского озёр на территории Северной Македонии. Возможно, Бардил был изначально царём дарданов, а дассаретов подчинил позже.

### Войны с Македонией и Эпиром
Бардил смог создать сильное войско, как за счёт привлечения наёмников, так и за счёт объединения войсковых контингентов различных иллирийских племён. Бардил несколько раз вторгался в Македонию. Так, на время царствования Аминты III (393/392—370/369 годы до н. э.) приходится три вторжения иллирийцев — в 393, 383/382 и 370-х годах до н. э. Во время одного из них, предположительно первого, иллирийцы захватили Македонию, свергли Аминту III и поставили на престол своего марионеточного правителя Аргея. По одной из версий, поддержка притязаний на власть Аргея стала официальным поводом для начала вторжения войск царя Бардила. Через два года Аминта III с помощью дружественно настроенных фессалийцев либо спартанцев вернул себе власть над Македонией. В источниках отсутствуют сведения о каких-либо военных действиях при очередной смене власти. Возможно, к этому времени иллирийцы покинули Македонию и Аргей без их поддержки не смог удержать власть.
В 372 году до н. э., после очередного поражения, македоняне были вынуждены согласиться платить иллирийцам дань. Также, согласно Диодору Сицилийскому, Аминта III отправил к Бардилу в качестве заложника своего сына Филиппа II, которого потом отослали в Фивы. Юстин тоже упоминал о пребывании Филиппа в Иллирии, но связывал событие со временем правления следующего македонского царя — Александра II, который позже выкупил брата и передал его фиванцам.
Ещё одним направлением экспансии иллирийцев стал Эпир. В 385 году до н. э. Бардил заключил союз с Дионисием, тираном Сиракуз, и разгромил молоссов в большой битве, убив, согласно Диодору Сицилийскому, 15 тысяч воинов. Он контролировал весь регион, пока его не вытеснили спартанцы. Около 360 года до н. э. иллирийцы снова вторглись в Эпир. Древнеримский писатель I—II веков Секст Юлий Фронтин описывал военную хитрость, благодаря которой эпирский царь Арриб сумел победить иллирийцев под командованием царя Бардила. Арриб удалил всех небоеспособных жителей своего царства в соседнюю Этолию. По мнению Николаса Хаммонда, это было связано с тем, что в государстве не было укреплений, где можно было бы разместить женщин, стариков и детей. Молосский царь распустил слух, что передал свои владения этолийцам, а сам устроил засады в горах и труднопроходимых местах. Бардил со своим войском, намереваясь захватить земли до прихода этолийцев, начал быстро продвигаться вглубь Эпира, не предприняв необходимых мер предосторожности. Тогда войска Арриба из засады смогли нанести Бардилу сокрушительное поражение. Предположительно, в стратегеме Фронтина нашла отображение партизанская тактика эпиротов, которая вынудила Бардила прекратить вторжение.

### Последние годы. Битва у Лихнидского озера. Гибель

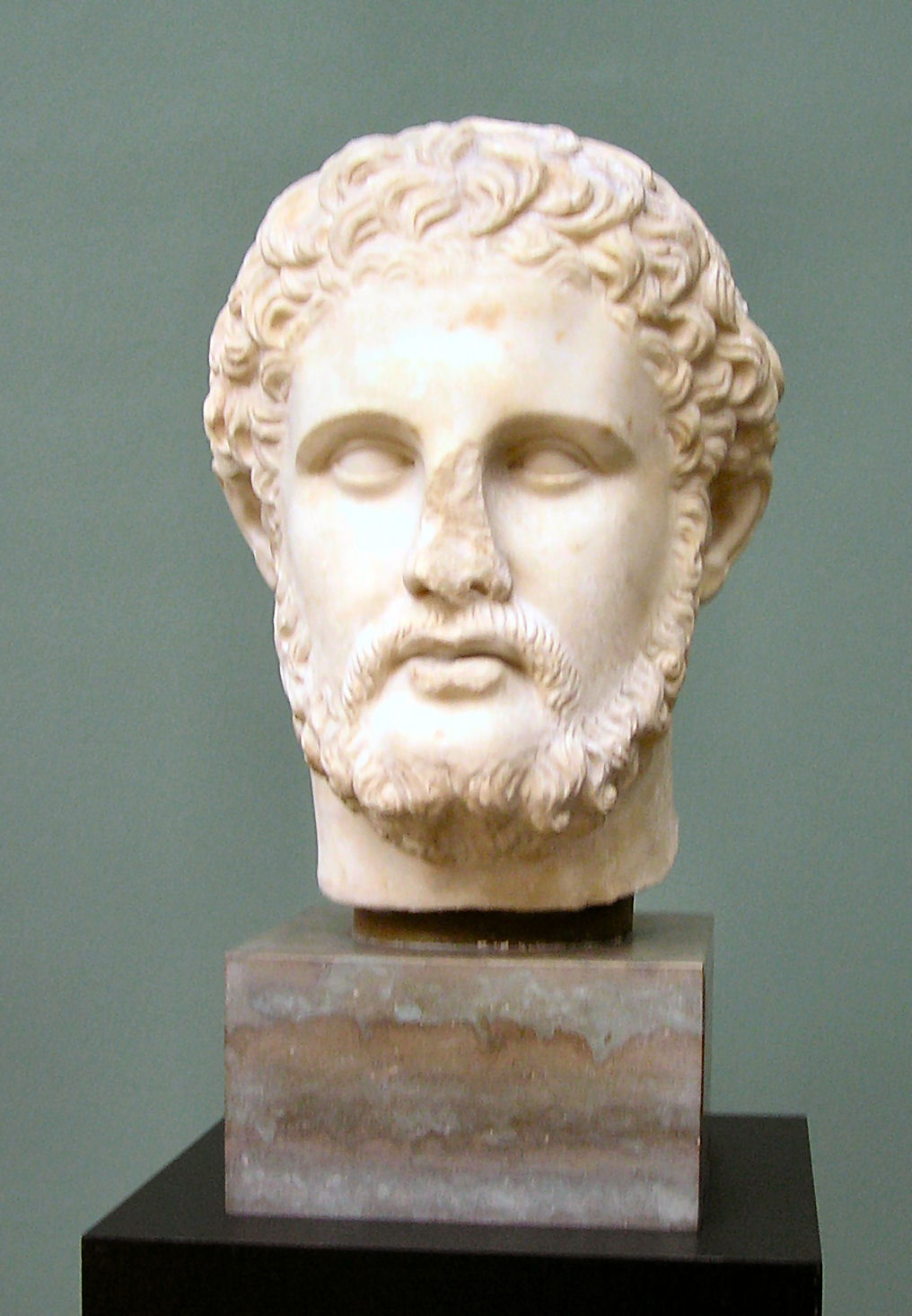
Бюст Филиппа II. Новая глиптотека Карлсберга, Копенгаген, Дания

В 360 или 359 году до н. э. македонский царь Пердикка III, по одной версии, собрал крупное войско и выступил против иллирийцев. По другой версии, инициатором новой войны с македонянами был Бардил, который напал на Македонию после того как Пердикка III отказался выплачивать дань. В последующей битве с Бардилом македоняне были разбиты, потеряв более четырёх тысяч воинов. Сам Пердикка III погиб во время сражения. После сокрушительного поражения положение Македонии было критическим. Иллирийцы были готовы вторгнуться в Верхнюю Македонию, пеоны — по устью Аксиоса в Нижнюю Македонию. Ситуацию осложняло наличие нескольких претендентов на престол.
На этом фоне новый царь Филипп II был вынужден заключить мир на условиях Бардила. Иллирийцы получили Линкестиду и Пелагонию и, возможно, некоторые другие области Верхней Македонии. Также Филипп II был обязан выплачивать дань. Договор скреплял брак между Филиппом II и родственницей, возможно внучкой или дочкой, Бардила Аудатой. По одной из версий, свадьба с Аудатой была сыграна несколько позже, уже после победы Филиппа II над Бардилом.
В 358 году до н. э. Филипп II устранив основные угрозы для Македонии и собрав войско, которое насчитывало 10 тысяч пеших воинов и 600 всадников, направил свои силы в Иллирию. Бардил не был готов к такому повороту событий и, чтобы собраться с силами, отправил послов к македонскому царю с предложениями мира. Филипп II потребовал от иллирийцев очистить македонские земли, на что Бардил ответил отказом. В битве у Лихнидского озера, неподалёку от Гераклеи Линкестийской, войско иллирийцев состояло из 10 тысяч пеших воинов и 500 всадников. Бардил расположил свои наиболее боеспособные силы в центре каре, в то время как Филипп II — на правом фланге. Македоняне смогли прорвать левый фланг противника, после чего их конница зашла в тыл иллирийцам и обеспечила победу. В ходе сражения и последующего преследования иллирийцы, согласно античным источникам, потеряли около 7 тысяч воинов. Сам Бардил, предположительно, погиб.
У Бардила остался сын Клит, однако его наследником, в контексте верховной власти над иллирийцами, Р. Лейн Фокс назвал Граба II.

## Внутренняя политика

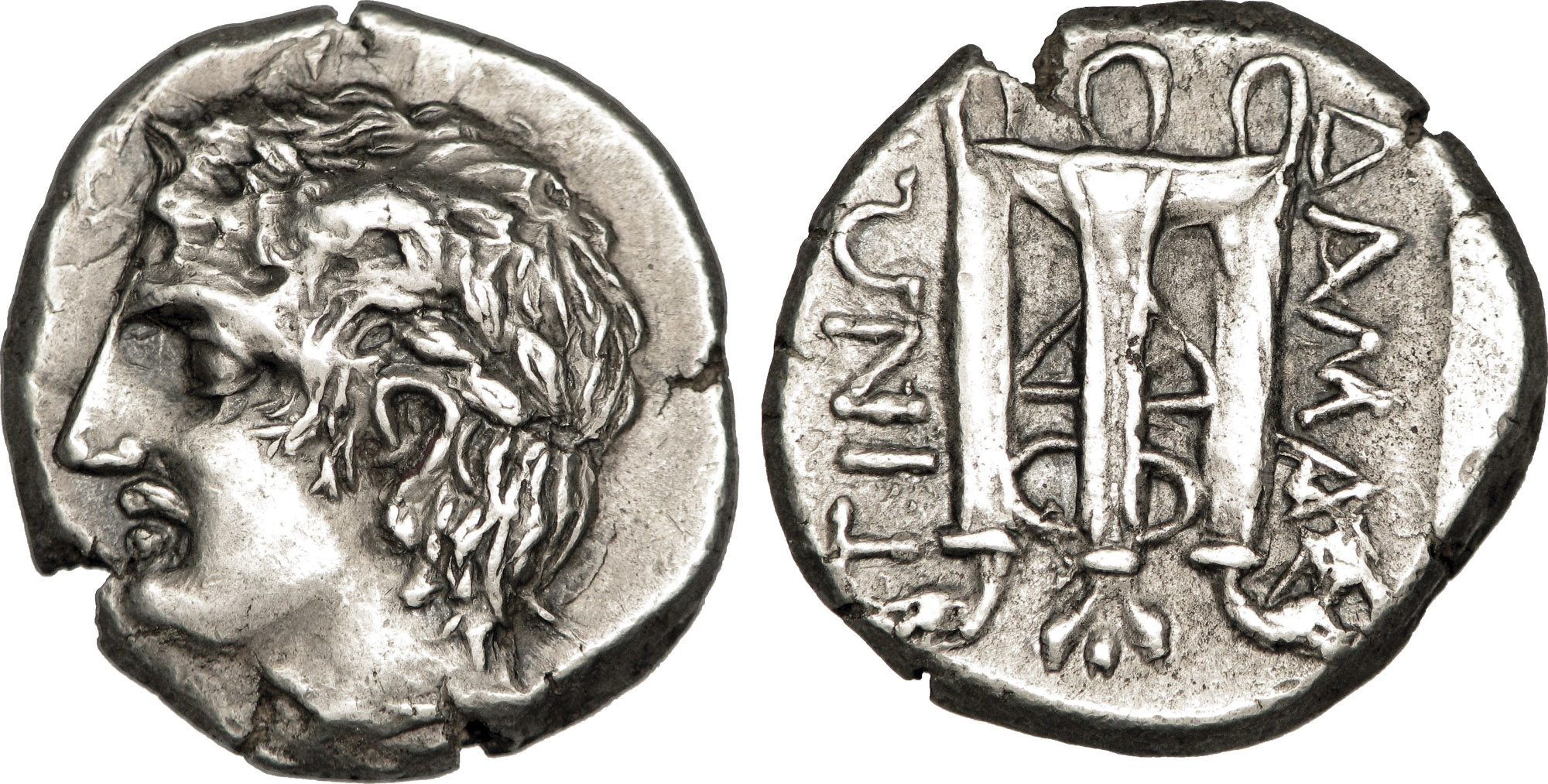
Тетрадрахма Дамастий, 380—360 годы до н. э.

Во время правления Бардила в Дамастии стали чеканить высокопробную серебряную монету по образцу монет могущественного в то время Халкидского союза. Судя по их находкам, держава Бардила торговала с обширным регионом, охватывавшим Центральные Балканы и Задунавье. Этот регион был обособлен от греческого мира, что пытался использовать сиракузский тиран Дионисий Старший, основав на побережье Адриатики ряд торговых колоний. Кроме монет Дамастия в державе Бардила циркулировали дапаррии, место чеканки которых, предположительно, располагалось в Метохии или Косово.
С правлением Бардила связана постройка первых укреплённых городов в Иллирии; по крайней мере, Лихнид и Пелий, предположительно, были обнесены стенами во время его правления.

## Оценки
Феопомп, согласно Цицерону, назвал Бардила «иллирийским разбойником», который сплотил вокруг себя людей благодаря справедливому дележу добычи и скопил большие богатства. Современные историки видят в Бардиле крупного государственного деятеля, «последователя Ситалка и предшественника Филиппа II в деле создания мощного монархического государства». Ю. Борза видел причину экспансии иллирийцев в историческом процессе передвижения балканских племён, которое возглавил их царь Бардил.
Угроза со стороны Бардила способствовала созданию единого основанного на племенном равноправии древнеэпирского царства. Также, по мнению Т. Хоу, Бардил не только создал регулярное войско, но и организовал координацию между конницей и пехотой в сражениях. Наработками Бардила, по мнению историка, воспользовался Филипп II при создании собственного войска. А. А. Клеймёнов посчитал данную гипотезу оригинальной, не имеющей оснований ни в античных источниках, ни в современных исторических исследованиях.
Й. Уортингтон отмечал, что Бардил допустил серьёзный просчёт, который стоил ему жизни, когда не развил успех после победы над Пердиккой III и заключил мир с Филиппом II. Бардил не разглядел талантов Филиппа II. Возможно, он считал, что Македония и так находится под его контролем. Вернувшись на родину, Бардил дал Филиппу II необходимое время для подготовки реванша.

## Память

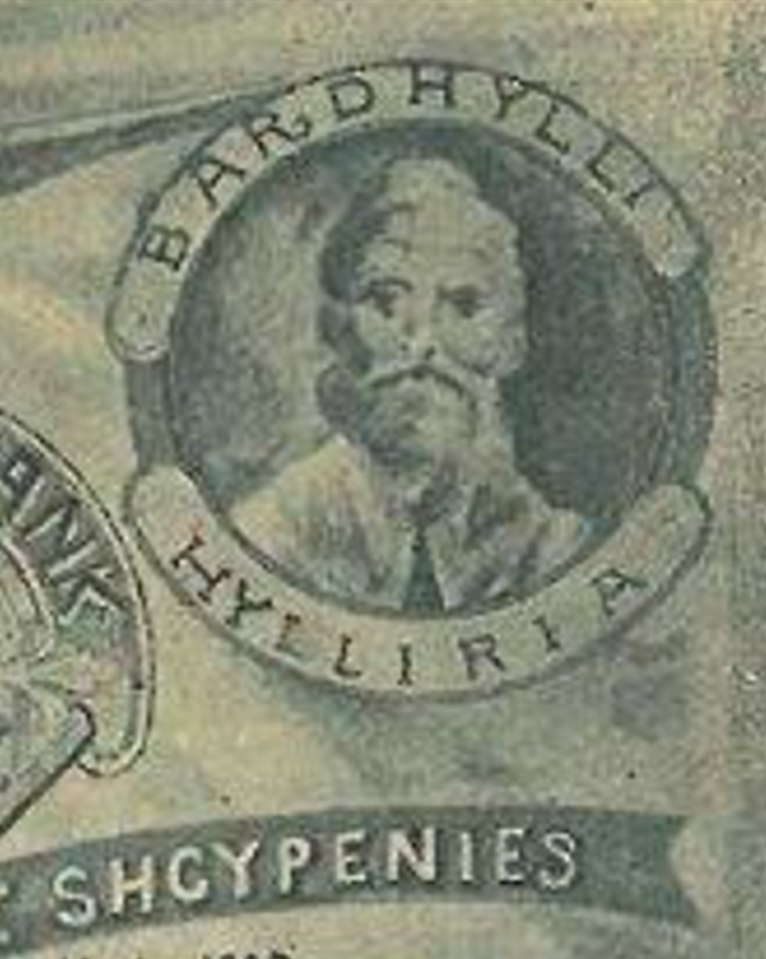
Изображение Бардила на банкноте 1905 года выпуска

У. Шекспир упомянул Бардила во 2-й части пьесы «Генрих VI»:
И этот подлый капитан галеры
Надменнее грозит мне, чем Баргул
Иллирии прославленный пират
При анализе данного фрагмента искусствоведы, кроме ошибки в имени, отмечают несоответствие образов шекспировского Баргула и исторического Бардила. В данном случае, вероятно, знания У. Шекспира о Бардиле ограничивались фрагментом из Цицерона, где тот был назван «иллирийским разбойником» в сочетании с почерпнутыми из трудов других античных авторов — Страбона, Тита Ливия и Полибия, представлениями об иллирийцах, как о пиратах.
В Албании и Косово Бардил является национальным античным героем. Его изображение поместили на банкноты французского займа 1905 года номиналом в 10 франков. В 1990 году в Албании выпустили серию марок об «иллирийских героях», одна из которых посвящена Бардилу. Также имя царя Бардила представлено в названиях улиц албанских и косовских городов, в том числе Тираны, Приштины и Призрена.

### Исследования
- Белох К. Ю. Греческая история: в 2 т. / пер. с нем. М. О. Гершензона; под ред. и со вступ. ст. Ю. И. Семёнова.. — М.: Государственная публичная историческая библиотека России, 2009. — Т. 2: Кончая Аристотелем и завоеванием Азии. — ISBN 978-5-85209-215-1.
- Борза Ю. История античной Македонии (до Александра Великого) / пер. с англ. М. М. Холода при участии А. Бодрова, О. и В. Иванцовых, 3. Барзах; научная ред. и вступ. статья М. М. Холода; приложения М. М. Холода, Э. Д. Фролова и Ю. Н. Кузьмина. — СПб.: Нестор-История, 2013. — 592 с. — (Историческая библиотека). — ISBN 978-5-44690-015-2.
- Кембриджская история древнего мира / под редакцией Д.-М. Льюиса, Дж. Бордмэна, С. Хорнблоуэра, М. Оствальда. Перевод, научное редактирование, примечания А. В. Зайкова. — М.: Ладомир, 2017. — Т. VI. Четвёртый век до нашей эры. Первый полутом. — 720 с. — ISBN 978-5-86218-545-4.
- Клеймёнов А. А. Македоно-иллирийское пограничье как место зарождения «военного чуда» эпохи Филиппа II и Александра Великого // Tractus aevorum: эволюция социокультурных и политических пространств. — Белгородский государственный национальный исследовательский университет», 2020. — Т. 7, № 1. — С. 3—21. — ISSN 2312-3044. — doi:10.18413/2312-3044-2020-7-1-3-21.
- Клеймёнов А. А. Варварский взгляд на гендерную роль: о македонских воительницах IV века до н.э. // Цивилизация и варварство: гендерные парадоксы варварства. — М.: Аквилон, 2022. — Вып. XI. — С. 119—145. — doi:10.21267/AQUILO.2022.11.11.004.
- Уортингтон Й[нем.]. Филипп II Македонский. — СПб. — М.: Евразия — ИД Клио, 2014. — 400 с. — ISBN 978-5-91852-053-6.
- Хаммонд Н. История Древней Греции / Пер. с англ. Л.А. Игоревского. — М.: Центрполиграф, 2008. — ISBN 978-5-9524-3490-5.
- Шофман А. С. История античной Македонии. — Казань: Издательство Казанского университета, 1960. — Т. 1: Доэллинистическая Македония. — 300 с. — 700 экз.
- Brunner H., Flessel K., Hiller F. u.a. Lexikon alte Kulturen (нем.). — Mannheim, Wien, Zürich: Meyers Lexikonverlag, 1990. — Vol. 1. — ISBN 3411073004.
- Cabanes P.[англ.]. Iliri od Bardileja do Gencija (IV. - II. stoljeće prije Krista) (хорв.). — Svitava, 2002. — ISBN 953-98832-0-2.
- Carney E. D. Olympias. Mother of Alexander the Great (англ.). — New York • London: Routledge, 2006. — 221 p. — (Women of the ancient world). — ISBN 0-415-33316-4.
- Hammond N. G. L. The Kingdoms in Illyria circa 400—167 B.C. (англ.) // The Annual of the British School at Athens. — British School at Athens, 1966. — Vol. 61. — P. 239—253. — JSTOR 30103175.
- Heckel W. Who's Who in the Age of Alexander and his Successors. From Chaironea to Ipsos (338—301 BC) (англ.). — Barnsley: Greenhill Books, 2021. — 554 p. — ISBN 978-1-78438-648-1.
- Jacques E. The Albanians: an ethnic history from prehistoric times to the present (англ.). — Jefferson, N.C.: McFarland & Co, 1995. — ISBN 0-89950-932-0.
- Lane Fox R. Chapter 16. Philip of Macedon: Accession, Ambitions, and Self-Presentation // Brill's Companion to Ancient Macedon: Studies in the Archaeology and History, 650 BC — 300 AD (англ.) / edited by Robin J. Lane Fox. — Leiden, The Netherlands: Brill, 2011. — ISBN 978-90-04-20650-2.
- March D. A. The Kings of Makedon: 399—369 B.C. (англ.) // Historia: Zeitschrift für Alte Geschichte. — Franz Steiner Verlag, 1995. — Vol. 44, no. 3. — P. 257—282. — JSTOR 4436380.
- Šašel Kos M. Pyrrhus and Illyrian Kingdom(s?) (англ.) // Greek Influence Along the East Adriatic Coast  / Nenad Cambi. — Knizevni Krug, 2002. — No. 26.
- Spence I. G. Bardylis I // Historical Dictionary of Ancient Greek Warfare (англ.). — Kent, England, UK: Scarecrow Press, 2002. — ISBN 0-8108-4099-5.